# TOCA
TOCA, negociando formalmente como BARC (TOCA) Ltd, es un organizador de eventos de automovilismo en el Reino Unido. La empresa organiza y administra el Campeonato Británico de Turismos (BTCC) y la serie de apoyo al BTCC, a veces conocida como TOCA Tour[1][2] o Paquete TOCA.[3][4] El BTCC es el campeonato de automovilismo más grande del Reino Unido y el acto principal de una gran cantidad de carreras de apoyo que cubren todo el fin de semana.

## Historia
BARC (TOCA) Ltd se encarga de la gestión completa del campeonato, desde los reglamentos hasta la dirección y el marketing del evento. Alan J. Gow es el director y administrador de la serie BTCC y el director gerente de BARC (TOCA) Ltd.
Gow formó TOCA Limited en 1990, compró los derechos del BTCC en 1991 y procedió a convertir el campeonato en el más grande de su tipo en el mundo y una de las series de deportes de motor más vistas en todo el mundo. En 2000, Gow vendió TOCA a la compañía estadounidense Octagon Motorsport (parte del grupo Interpublic que cotiza en NASDAQ de EE. UU.) y se tomó un descanso de administrar tanto TOCA como BTCC.
En 2003, Octagon renunció a su propiedad de TOCA y su control de BTCC. La compañía actual, BARC (TOCA) Ltd, se formó para hacerse cargo y administrar el campeonato. Gow fue nombrado director general de la nueva empresa y volvió a hacerse cargo y reconstruir el campeonato, después de que se tambaleara bajo el control de la administración anterior.[cita requerida]
TOCA Australia fue una rama nuevamente encabezada por Gow, que dirigió el Australian Super Touring Championship durante la década de 1990 cuando había una serie australiana que reflejaba las regulaciones de Super Touring que luego se ejecutaban en el BTCC. TOCA Australia dejó de operar a principios de la década de 2000.

## Paquete TOCA
El paquete TOCA consta del BTCC y cinco series principales de apoyo, que acompañan al BTCC en casi todos los eventos, con algunos campeonatos de clubes más pequeños que también se unen al programa en uno o dos eventos. Todas las series de apoyo son Campeonatos de una sola marca o Carreras de fórmula.
Desde 2004, el calendario de la BTCC se ha disputado en diez eventos de tres carreras cada uno, lo que constituye una competencia de 30 rondas que cubre todo el Reino Unido a lo largo y a lo ancho.[cita requerida]
Introducidos por primera vez en 2011, todos los automóviles ahora se fabrican con las mismas normas técnicas Next Generation Touring Car (NGTC), implementadas para reducir drásticamente los costos de diseño, construcción y funcionamiento de los automóviles y motores. Con énfasis en algunos componentes comunes, NGTC permite que los equipos independientes compitan en igualdad de condiciones contra los esfuerzos respaldados por el fabricante al mantener bajos los costos y, al mismo tiempo, recompensar la ingeniería y la estrategia precisas.
Los equipos tienen la opción de utilizar el motor con especificaciones NGTC sin marca de TOCA o, ya sea con entradas privadas o respaldadas por el fabricante, desarrollar su propio motor según las regulaciones, siempre que sea de la misma "familia" que el modelo de automóvil elegido. Todos son unidades turboalimentadas de dos litros de más de 350 bhp.
Habiendo apoyado previamente al BTCC a fines de la década de 1990 y esporádicamente desde entonces, el Campeonato Británico de Fórmula Ford anunció su regreso al paquete de soporte TOCA a tiempo completo para 2013 en los diez eventos.[6] En 2015, la serie de monoplazas pasó a llamarse Fórmula MSA, conforme a las nuevas regulaciones de Fórmula 4 de la FIA. Fue renombrado nuevamente en 2017, convirtiéndose en el Campeonato Británico de F4 certificado por la FIA, impulsado por Ford. Todos los autos usan chasis producidos por Mygale y motores EcoBoost de Ford, así como un paquete aerodinámico totalmente ajustable que incluye alas delanteras y traseras.
La Ginetta GT4 SuperCup es un campeonato de dos clases al estilo GT que sigue un formato pro-am, con conductores profesionales y aficionados que utilizan el auto deportivo Ginetta G55. La serie se presenta en la mayoría de los eventos TOCA, con dos o tres carreras SuperCup por fin de semana.
Ginetta también organiza una serie sobre el paquete de apoyo que atiende a jóvenes talentos emergentes en forma de Ginetta Junior Championship. Estos jóvenes de 14 a 17 años corren en autos Ginetta G40J idénticos con regulaciones estrictas que ayudan a mantener bajos los costos. El Ginetta Junior Championship apoya todos los eventos de BTCC, con dos o tres carreras en cada uno.
De todas las series de apoyo actuales, la Porsche Carrera Cup GB es la más antigua. Los conductores compiten en autos Porsche 911 GT3 Cup (Tipo 997) idénticos que producen 450bhp. El campeonato de tres niveles divide a los pilotos según su experiencia en carreras. Los pilotos profesionales compiten en la clase Pro, con pilotos semiprofesionales y aficionados compitiendo en Pro-Am1 y Pro-Am2. La Carrera Cup acompaña actualmente a la gran mayoría de eventos de TOCA, albergando dos carreras en cada uno.
Finalmente, la Renault UK Clio Cup permite a los aspirantes a conductores de turismos mostrar su talento en esta serie de una sola marca, utilizando autos de carrera Clio Cup 4 UK idénticos. El campeonato otorga tres títulos diferentes a los pilotos. Junto con la corona general de pilotos, los pilotos novatos más jóvenes pueden perseguir puntos para la Copa de Graduados y los pilotos caballeros mayores pueden buscar puntos para la Copa de Maestros. La Copa Clio del Reino Unido actualmente tiene dos carreras en casi todos los fines de semana de BTCC.

### Carreras de apoyo anteriores
- Formula Renault UK - A principios de 2012, el campeonato de Fórmula Renault Reino Unido que ha apoyado durante mucho tiempo anunció que había cancelado su temporada 2012 después de recibir solo seis inscripciones, pero esperaba regresar para la temporada 2013.[1] Sin embargo, se informó en los medios que la serie terminó definitivamente en septiembre de 2012.[2]
- SEAT Cupra Championship - fue una serie de una sola marca que se desarrolló durante seis años entre 2003 y 2008, y como paquete de apoyo al BTCC entre 2004 y 2008. La serie cerró después de que SEAT UK terminara sus actividades de carreras.
- Formula BMW UK
- Renault Spider Cup
- Formula Vauxhall
- Formula Vauxhall Junior
- Lotus Elise Championship
- Vauxhall Vectra Championship
- Ford Fiesta Championship